# 超级大金刚2 迪科斯与迪迪
《超级大金刚2 迪科斯与迪迪》（又译作，官方译为，旧译）是一款由Rare制作，任天堂发行的平台类游戏。本游戏于1995年11月20日在北美地区超级任天堂发行，于11月21日在日本地区发行。游戏后在Game Boy Advance发行。
游戏紧随着大金刚被捕而开始。游戏中狄狄剛和蒂克斯剛将要解救大金刚。一共有47個關卡（Game Boy有46個）。
本游戏收到众多好评。本游戏超级任天堂版本全球共售出437万份。